# Podcast

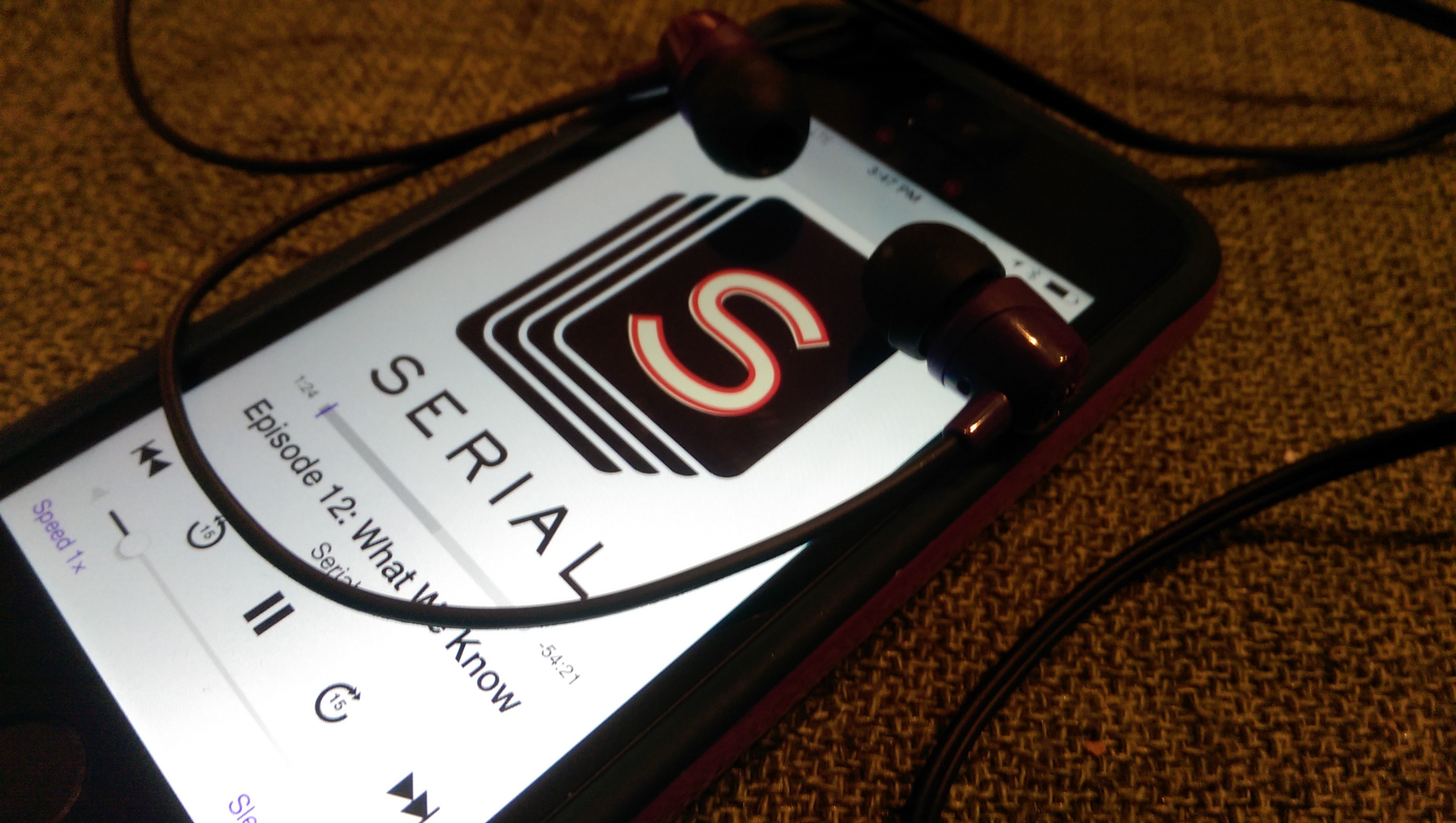
Der Podcast Serial, abgespielt auf einem iPhone

Als Podcast wird ein Medienformat bezeichnet, bei dem es sich meist um eine Serie abonnierbarer Audiodateien, seltener Videodateien, im Internet handelt. Podcasts werden überwiegend mit Podcatcher-Apps abgerufen. Der Ausdruck Podcast ist ein Kofferwort, zusammengestellt aus pod von iPod und cast von broadcast (Ausstrahlung).
Durch die Verbreitung von Smartphones und den Erfolg einzelner Formate sind Podcasts von Jahr zu Jahr populärer geworden. Ein einzelner Podcast besteht aus einer Serie (mit mehreren Episoden oder Folgen) von Medienbeiträgen (beispielsweise Interviews, News, Mitschnitte von Hörfunksendungen, Musiksendungen usw.), die als Einzelsendung über eine Podcast-App (podcatcher) durch einen RSS-Feed automatisch bezogen und abgespielt werden können. Typischerweise merkt sich der Podcatcher, an welcher Stelle die Wiedergabe beendet oder abgebrochen wurde, so dass man beim Neustart der Folge unmittelbar weiterhören kann.

## Entstehung des Namens

### Prägung des Worts „iPod“
Das Wort „pod“ (englisch für Schote, Gondel) bezog sich bei der Markenentwicklung des iPod im Jahr 2001 auf Stanley Kubricks Film 2001: Odyssee im Weltraum (1968): Darin können als englisch extravehicular activity pods ‚Gondeln für den Außenbordeinsatz‘ bezeichnete Kleinraumschiffe vom Mutterschiff Discovery aus eigenständige Expeditionen unternehmen. Die Entwickler des iPods bezogen sich dabei einerseits auf Steve Jobs’ Vorstellung von Mac-Computern als zentralen Systemen („hub“) und weiteren mobilen Geräten als Ableger, andererseits auf Kubricks minimalistisches Setdesign.

### Prägung des Worts „Podcast“
Als Erfinder des Podcastings gelten Tristan Louis, der das Konzept im Jahr 2000 erstmals vorschlug, und Dave Winer, der es leicht modifiziert als Erster umsetzte. Der ehemalige MTV-Moderator Adam Curry gilt auf Produzentenseite als Pionier des zunächst „Audioblogging“ genannten Verfahrens. Den Begriff „podcasting“ im Sinne der Aktivität des Audiobloggens prägte der britische Digitaljournalist Ben Hammersley in einem Artikel für den Guardian im Jahr 2004. Der Begriff „podcaster“ im Sinne eines Menschen, der Podcasts produziert, wurde im selben Jahr in einer Yahoo-Mailingliste verwendet. Die Bezeichnung „podcast“ im Sinne einer Serie von Sendungen wurde im September 2004 vom US-amerikanischen Blogger Doc Searls geprägt. Der Begriff bürgerte sich daraufhin schnell ein, auch die Technik fand immer breitere Verwendung – mit dem Blogger Adam Curry als ihrem größten Unterstützer. 2005 verwendete das Unternehmen Apple, dessen tragbarer Digital-Audio-Player iPod für die Namensgebung Pate gestanden hatte, die Bezeichnung bei der Integration des Formats in das bereits weit verbreitete Programm iTunes und verschaffte ihm damit Zugang zu einem Massenpublikum.

## Geschichte des Mediums
Zunächst beschäftigte sich die kleine Gemeinschaft in den Sendungen vor allem mit sich selbst, erst langsam bildeten sich themenorientierte Sendungen heraus. Schnell vertreten waren Musiksendungen. Auch Zeitungen und Zeitschriften bieten zunehmend im Rahmen ihres Onlineangebots Podcasting an, mit aufgenommenen Sendungen und mit über Sprachsynthese vorgelesenen Artikeln.
Ab Sommer 2005 tauchten einige Podcasts mit erotischen Inhalten auf, sogenannte Porncasts. Daraufhin integrierte Apple in die Software iTunes ab Version 5 eine Kindersicherung, basierend auf einer freiwilligen Angabe des Podcasters, ob seine Inhalte für Kinder und Jugendliche geeignet sind. Im Juni 2005 tauchte der erste deutschsprachige Video-Podcast (isightseeing) auf und im Herbst 2005 wurden bei Portalen wie Apples iTunes bereits mehrere Video-Podcasts unter der Rubrik Podcast gelistet. Sie werden in der Regel in Video-Formaten wie MPEG-4 und H.264 geliefert. Auch sie werden über einen Newsfeed angeboten. Im Februar 2006 zählte die deutsche Szene rund 1300 Podcasts. Freie Radios können mit StreamOnTheFly aus ihrem Archivnetzwerk Podcasts anbieten. Die Fernsehsendung Hart aber fair, produziert vom Westdeutschen Rundfunk, gehörte neben SWR2 Wissen 2006 zu den ersten öffentlich-rechtlichen Podcasts.
Bis 2008 etablierte sich bei allen großen Hörfunksendern und einigen Fernsehsendern wie Arte die Bereitstellung ausgewählter Hörfunk- und Fernsehsendungen über die Podcast-Funktion. Die Sendungen werden auf der eigenen Website oder zusätzlich auf Podcast-Portalen entweder als Live-Stream ohne die Möglichkeit des Herunterladens (von Filmen) bzw. zum Soforthören oder zum Herunterladen (von Audiodateien) bereitgestellt. Die Inhalte sind neben Informations- und Bildungssendungen häufig Interviews und ab 2008 auch einzelne Spielfilme, die über eine sogenannte Mediathek (zum Beispiel ZDFmediathek) bereitgestellt werden. Die Westdeutsche Allgemeine Zeitung und die Financial Times Deutschland waren die ersten Online-Medien, die personalisiertes Podcasting ermöglichten. Als Pionier der deutschen Podcastszene gilt Tim Pritlove, der neben selbst produzierten Podcasts auch an der Entwicklung von Tools zur Produktion von Podcasts mitwirkt. Um Podcasts zu finden, ist ein Index hilfreich, wie er von Apple über iTunes oder unabhängigen Indizes wie podcastindex.org oder fyyd.de bereitgestellt wird.

## Inhalte
Zunächst waren Podcasts überwiegend privat produzierte Sendungen, ähnlich wie Hörfunkshows, mit einem bestimmten Thema. Zunehmend werden aber professionell produzierte Podcasts, etwa für Special-Interest-Nachrichten und -Themen angeboten. Diese werden in der Regel von einer für Audioproduktion spezialisierten Produktionsfirma für Auftraggeber bzw. Kunden produziert. In Deutschland gibt es über 20 solcher Produktionsfirmen. Die Moderatoren von Podcasts bezeichnet man als Hosts (dem englischen Begriff für Gastgeber) und Co-Hosts. Durch die Demokratisierung des für das Podcasting benötigten Wissens erstellen zunehmend mehr Privatpersonen ihren eigenen Podcast, ohne dabei auf die Hilfe von Produktionsfirmen zurückzugreifen.
Das mit Abstand beliebteste Podcast-Genre ist Stand 2023 True Crime. Besonders beliebt sind ebenfalls „Laber-Podcasts“, News-Formate etwa im Sport-, Ernährungs- und Gaming-Bereich. Das geht einher mit einer neuen Podcast-Umfrage, die von der OMR-Tochterfirma Podstars Anfang 2022 durchgeführt wurde. Dabei gaben 91,4 % der Teilnehmer an, Podcasts zur Unterhaltung zu hören, 63,5 % hören regelmäßig Podcasts, um News zu konsumieren. Podcasts bestimmter Inhalte werden oft mit einem englischen Kürzel für den Inhalt und dem Zusatz „cast“ bezeichnet, so etwa Astronomycast, Howcast, Porncast, Sportcast oder Educast. Educast, ein Kofferwort aus „educational podcast“, bezeichnet Podcasts zur Wissensvermittlung.
Bei der Verwendung von Musik in eigenen Podcasts ist das Urheberrecht zu beachten. Ein zunehmender Trend ist das Benutzen von Podsafe-Music, also lizenzfreier oder Creative-Commons-lizenzierter Musik. Auch zur Unterscheidung der technischen Hauptquellen des Materials eines Podcasts werden gerne spezielle Begriffe verwendet: Während das Voipcasting oder Phonecasting das Aufzeichnen einzelner Beiträge per Telefon bezeichnet, beschreibt Screencasting das Aufzeichnen der Aktivitäten auf einem grafischen Display, das meistens mit einer Sprecherstimme begleitet wird.
In speziellen Musikszenen wird eine Podcast-ähnliche Funktion eingesetzt, damit die Szenemitglieder über neue Musik verschiedener Labels immer auf dem aktuellen Stand sind und diese digital vorhören können. Es sind Podcasts im weiteren Sinne, da sie musikbezogen sind und es keine Moderation gibt. Es wird lediglich dieselbe technische Grundlage verwendet. Häufig werden Podcasts zusammen mit ergänzenden Sendungsnotizen zur aktuellen Episode veröffentlicht. Diese Shownotes enthalten neben einem beschreibenden Text meist auch Bilder und Links zu den besprochenen Themen.
Veranstaltungen wie die jährliche Verleihung eines Podcast-Awards, etwa der Deutsche Podcastpreis, zeugen von der steigenden Verbreitung in alle Themenbereiche des Internets.

## Technisches
Podcasts bedienen sich bereits existierender Techniken. Es erleichtert die Bereitstellung und den Empfang von Audio- und Videoinhalten erheblich. So wird eine breitere Basis von Produzenten und Konsumenten geschaffen (ausgedrückt in der Wortneuschöpfung „Prosument“). Die einzelnen Beiträge eines Podcasts heißen gewöhnlich „Episoden“, obwohl teilweise der Begriff „Podcast“ auch auf eine einzelne dieser so verbreiteten Dateien angewendet wird. Fälschlich nennt man manchmal auch nur die im News-Feed verlinkten Medieninhalte Podcast.
Podcaster müssen jedoch genauso wie Betreiber von Rundfunksendern (z. B. auch Web-Radios) die Rechte Dritter an den Medieninhalten beachten und eventuell Gebühren an sie oder deren Lizenzgeber abführen (Urheberrecht).

### Audio-Formate
Podcasts stehen im Gegensatz zum Webcast oder Streaming, bei denen keine lokal gespeicherte und damit auch offline verfügbare Mediendatei verwendet wird. Selten finden die deutschen Wörter Hörstück oder Hördatei Anwendung. Podcasts sind vergleichbar mit Hörfunksendungen, die auch unabhängig von den Sendezeiten angehört werden können. Bücher, die exklusiv nur als Podcast, das heißt als Hörbuch im Podcast-Format, erscheinen, werden auch Podiobook genannt.

### Video-Formate
Werden Fernsehbeiträge oder anderes Videomaterial auf diesem Weg verbreitet, spricht man von Vodcast, Vidcast oder inzwischen meistens von einem Video-Podcast. Podcasting wäre so als Teilbereich von Video- und Audio-on-Demand zu betrachten. Jedoch stehen letztere Begriffe eher für kostenpflichtige und durchsuchbare Dienste, während „Sender“ Podcasts in aller Regel kostenlos und in einer vom Konsumenten ausgewählten Menge nach und nach in neuen Folgen anbieten.

### Empfang
Der Podcasting-Client (englisch podcatcher) bietet dem Hörer die Möglichkeit, Listen von Web-Feeds von Podcasts zusammenzustellen (aggregieren). Diese Art von Software wird daher auch als Feed-Aggregator bezeichnet. Dieser Begriff ist jedoch weniger genau als Podcasting-Client, da jener lediglich Ticker-Nachrichten ohne Zugriff auf Audio-Dateien abruft (Web-Feeds). Viele Podcasting-Clients erlauben die regelmäßige Aktualisierung und den automatischen Download der abonnierten Podcast-Feeds. Im Jahr 2022 waren die hauptsächlich genutzten Podcatcher Amarok, AntennaPod, Apple Podcasts, Audacy, Audible, Castbox, Clementine, CPod, Deezer, doubleTwist, Escapepod, foobar2000, Gnome Podcasts, Google Podcasts, gPodder, Liferea, MediaMonkey, MusicBee, NetNewsWire, Overcast, Player FM, Pocket Casts, Podcast Addict, Podcast Guru, Poddr, Podfriend, PodLP, Podurama, Rhythmbox, Spotify, Stitcher, TuneIn, VLC, Vocal und Winamp.

Schema eines Audio-Podcasts, der die Episoden im MP3-Format bereitstellt

Auch auf Streaming Media spezialisierte Portale (wie etwa podcast.de oder podster.de) bieten Medieninhalte zu den unterschiedlichsten Themen über einen Abspielknopf an, der in Webseiten und Weblogs zum Abspielen als Streaming Media eingebettet werden kann, weswegen ein nicht unbedeutender Anteil des Konsums von Podcast-Episoden aus Podcast-Portalen in Form von Streaming Audio stattfindet. Waren zunächst oft Desktop-Computer das primäre Zugangsgerät, sind heute Smartphones das Standard-Abspielgerät. Viele Podcast-Player erlauben das Anpassen der Abspielgeschwindigkeit.
Mittlerweile werden serielle Audioinhalte oftmals auch dann als Podcast bezeichnet, wenn sie nicht frei via RSS-Feed zu erhalten sind oder nur als Stream erhältlich sind. Zu dieser Verwässerung des Begriffs haben insbesondere Spotify und Clubhouse beigetragen.

### Erstellung
Im Internet kann jeder mit geringem Aufwand, zum Beispiel einem Laptop, einem externen Mikrofon sowie Internetanschluss und der entsprechenden Audio-Software zur Tonaufnahme einen Podcast erstellen. Grundsätzlich hat man dabei die Möglichkeit, die Audiospur(en) lokal auf dem Endgerät und über DAW (Digital Audio Workstation) aufzuzeichnen, oder im Falle einer Remote-Aufnahme ein Online-Recording-Tool zu benutzen. Für Letzteres bietet sich einerseits Videokonferenz-Software wie Zoom oder Skype an, oder man greift auf solche mit einer „Double-Ender“-Funktion zurück. Hierbei nimmt man ebenfalls lokal auf, anschließend werden die Dateien vom Endgerät auf den Server des verwendeten Online-Recording-Tools hochgeladen.
Die Audio-Dateien werden dann, falls man seinen Podcast nicht selbst hosten möchte, auf den Server eines Podhosters bzw. Podcast-Hosting-Dienstes hochgeladen. Dieser generiert automatisch einen RSS-Feed des Podcasts und gibt diesen an die Podcatcher weiter, sodass sich der Feedback bei den Streaming-Diensten wie Spotify, Apple Podcasts und Co. automatisch aktualisiert, sobald eine neue Podcast-Folge auf den Server des Podcast-Hosters geladen wurde.

## Verbreitung

### Deutschland
Im Jahr 2023 hörten 43 % aller Deutschen zumindest hin und wieder Podcasts, 2016 waren es erst 16 % gewesen. Die angebotenen und konsumierten Formate sind sehr vielfätig.
Ab Juni 2006 wandte sich Bundeskanzlerin Angela Merkel per Video-Podcast (Vodcast) wöchentlich an die Öffentlichkeit. Sie war damit die erste Regierungschefin weltweit, die dieses Medium nutzte.
Wissenschaftler berichten in Podcasts häufig über ihre Forschung. Beispielsweise behandelt der Resonator-Podcast die Forschung der Helmholtz-Gemeinschaft und im Podcast Methodisch inkorrekt! stellen die Wissenschaftler Nicolas Wöhrl und Reinhard Remfort eigene und aktuell veröffentlichte Forschungsergebnisse vor.  Das Projekt »Wisspod« bezeichnet sich selbst als „Reiseführer“ durch die Welt der Wissenschaftspodcasts und bietet ein umfangreiches Verzeichnis deutschsprachiger Podcasts zu vielen wissenschaftlichen Themenbereichen. Während der COVID-19-Pandemie veröffentlichte der Virologe Christian Drosten ab 2020 das Coronavirus-Update zusammen mit NDR Info, welches in nur wenigen Wochen in die Podcast-Charts einging und große Beliebtheit erfuhr.
Viele große deutsche Verlage bieten heute Podcasts an (u. a. heise online seit 2014, Spiegel Online und Zeit Online seit 2017, Frankfurter Allgemeine Zeitung seit 2019), daneben fast alle öffentlich-rechtlichen Hörfunksender, zahlreiche politische und wissenschaftliche Institutionen (u. a. Helmholtz-Gemeinschaft, Umweltbundesamt), Podcastlabels (u. a. Viertausendhertz, detektor.fm), Streaminganbieter (u. a. Deezer, Spotify) sowie etliche Einzelpersonen.
Verschiedene Bundesministerien produzieren ebenfalls Podcasts. Der Spiegel kritisierte 2023, dass die Produktionskosten in keinem Verhältnis zu den geringen Abrufzahlen stünden.

### Schweiz
Im Jahr 2023 hörten 43 % (2,9 Mio.) der Schweizer Bevölkerung über 15 Jahre zumindest gelegentlich Podcasts. Dies entspricht einer Zunahme gegenüber dem Vorjahr von rund 270.000 Personen. Von diesen Podcast-Nutzern hörten 6 % täglich Podcasts, was 400.000 Personen entspricht.
In der Schweiz gibt es etwa 800 bis 900 Podcast-Formate. Sie werden von engagierten Amateuren, professionellen Podcast-Produzenten sowie von verschiedenen Organisationen und Medienunternehmen hergestellt.
So präsentiert das Schweizer Radio und Fernsehen (SRF) ein weites Podcastangebot. Die Grundlage sind meistens gesendete Sendungen (Zweitverwertungen). Weitere Medien, unter anderem auch Printmedien und nicht kommerzielle Originale erweitern das Schweizer Angebot. Die Neue Zürcher Zeitung hat mit NZZ Campus ein Podcast-Angebot aufgebaut, das die Artikel in den Printausgaben ergänzt.
Die meistgenutzten Podcast-Plattformen sind jene von der Schweizerischen Radio- und Fernsehgesellschaft (SRG SSR) mit SRF/RTS/RSI (21 %), Spotify (20 %) und YouTube (16 %).

### Österreich
Die Podcast-Landschaft in Österreich wird vor allem von den Rundfunkanstalten gestaltet. Das weitestgefächerte Angebot bietet hier der ORF. Vereinzelt bieten auch österreichische Printmedien Podcasts an. Auch im Bereich der Weiterbildung werden immer häufiger Podcasts eingesetzt. Vorträge und Expertengespräche sind hierbei beliebte Genres in verschiedensten Fachbereichen, von Informatik und Technik, Wirtschaft bis hin zu Kunstgeschichte und Sprachwissenschaften.

### Vereinigte Staaten
Adam Currys Daily Source Code lief zwischen 2004 und 2013 und gilt als Pionier der Podcastszene. US-Präsident Barack Obama veröffentlichte wöchentlich einen Podcast, der vergleichbar ist mit dem der deutschen Bundeskanzlerin. Der erfolgreichste US-amerikanische Podcast ist This American Life mit ca. 750.000 Downloads pro Episode (Stand 2012). Als schnellster wachsender Podcast stellte dessen Ableger Serial mit fünf Millionen Downloads einen Rekord auf.
Nachdem das Wort „podcast“ im August 2005 ins Oxford Dictionary of English aufgenommen worden war, wurde es vom New Oxford American Dictionary zum Wort des Jahres 2005 gewählt. Der Entscheidung für „podcast“ lag laut der Jury in erster Linie die „phänomenale Ausbreitung“ des Wortes zugrunde, das es „von relativer Unbekanntheit zu einem der heißesten Medientrends schaffte“.
Wie in anderen Ländern war auch in den Vereinigten Staaten Stand 2023 True Crime das mit Abstand beliebteste Podcast-Genre.

## Schulischer Einsatz von Podcasts
Neben der Verwendung fertiger Podcasts, die auch von Lehrpersonen erstellt sein können, ist gerade das Erstellen der Podcasts durch die Schülerinnen und Schüler selbst vielversprechend.

### Einsatz von Podcasts im Fremdsprachenunterricht
Podcast können im Fremdsprachenunterricht sowohl zur Verbesserung rezeptiver als auch produktiver Fertigkeiten eingesetzt werden. Neben der Verwendung fertiger Podcasts kann die Lehrperson selber einen Podcast mit Lerninhalten für ihre Lerngruppe bereitstellen oder die Lernenden bei der Herstellung eines eigenen Podcasts anleiten.

#### Hörverstehen
Bei der Arbeit mit fertigen Podcasts steht das Hörverstehen im Zentrum. Möglich sind alle mit Hörtexten üblichen Arbeitsformen, also zum Beispiel klassische Hörverstehensaufgaben mit vorgegebenen Antworten, aber auch Zusammenfassungen, Nacherzählungen, die Schulung des phonematischen Hörens – in Verbindung mit einer Transkription des jeweiligen Beitrags – oder Aufgabenstellungen, in denen Informationen aus einem Podcast durch Recherche vertieft werden müssen. Podcastspezifisch sind vor allem die Authentizität, Aktualität und thematische Vielfalt der über Podcasts zugänglichen Audio- und Videodateien.
Viele Podcasts bieten neben den eigentlichen Audio- und Videodateien zusätzliche Informationen wie Zusammenfassungen, weiterführende Links oder Transkriptionen an, die zur Vorentlastung, thematischen Vertiefung, Planung von Aufgaben oder zur Überprüfung des Verständnisses eingesetzt werden können. Lehrenden eröffnet sich die Möglichkeit, Hörverstehensaufgaben thematisch auf ihre Lernergruppe zuzuschneiden, für die Lerngruppe wichtige Varietäten stärker in den Unterricht einzubeziehen oder Aufgaben zur Binnendifferenzierung anzubieten.
Die Verbreitung über das Internet sowie die Möglichkeit, Podcastfolgen abzuspeichern und auf mobile Geräte wie zum Beispiel MP3-Player oder Smartphones zu übertragen, ermöglichen den Einsatz von Podcastepisoden über die Unterrichtszeit hinaus. Neben der Nachbearbeitung im Unterricht behandelter Hörtexte oder auf Podcastepisoden basierender Hörverstehensaufgaben zur selbständigen Bearbeitung können Lernende Podcasts auch selbständig zur Unterstützung des Spracherwerbs verwenden. Da die meisten Podcasts nicht explizit für Lernende gemacht werden, sind sie erst etwa ab B1 (= selbständige Sprachverwendung) oder später für autonome Lernende geeignet. Es gibt aber auch speziell für Lernende konzipierte Angebote, wie zum Beispiel die didaktisierten Angebote der deutschen Welle oder über das Portal audio-lingua zur Verfügung gestellten Beiträge von Muttersprachlern, die sich zum Teil auch schon an Lernende auf tieferen Stufen richten.

#### Sprechen
Beim Erstellen von Podcasts stehen das Sprechen und die Aussprache im Vordergrund. Je nach Aufgabenstellung und thematischer Ausrichtung kann auch das Leseverstehen oder das Schreiben einbezogen werden.

### Einsatz von Podcasts im Mathematikunterricht

#### Videopodcasts
In der Mathematik hat das schriftlich-graphische Darstellen eine zentrale Funktion. Ein Beispiel für anspruchsvolle Videopodcasts zu mathematischen Themen ist die von BR-alpha mit dem Mathematikprofessor Albrecht Beutelspacher erstellte Reihe Mathematik zum Anfassen. Die verschiedenen Episoden eignen sich für einen Einsatz als Impuls für mathematische Themen in der Lehrerbildung und in der Sekundarstufe.

#### Audiopodcasts
Bei der Produktion von Audiopodcasts zu mathematischen Themen durch Lernende müssen die schriftlich-grafischen Darstellungsmittel durch klare Verwendung von Begriffen kompensiert werden. Für zwei verschiedene Zielgruppen liegen solche Audiopodcasts vor: für Grundschüler (PriMaPodcasts) und für Studierende des Lehramts (MathePodcasts). Die PriMaPodcasts sind von Primarstufenschülern erstellte Podcasts zur Mathematik. Sie dienen der mathematischen Begriffsbildung aber auch als Zugang zur Forschung in diesem Bereich. Als PriMaPodcasts liegen auch Beispiele auf Englisch, Spanisch und auf Türkisch vor. Die MathePodcasts sind von Studierenden erstellte Podcasts zu mathematischen Themen. Ziele der Erstellung von Podcasts sind die Vertiefung mathematischer Inhalte oder die Vorbereitung auf die Erstellung von Audiopodcasts mit den Schülerinnen und Schülern.